# Radioactive Man (The Simpsons)
Radioactive Man is een fictieve superheld uit een fictieve stripserie in de animatieserie The Simpsons, en een echte stripserie uitgegeven door Bongo Comics.

## Fictieve stripreeks
In de wereld van de Simpsons is Radioactive Man zogenaamd bedacht door Morty Mann. Vooral Bart Simpson en Milhouse Van Houten zijn grote fans van de stripreeks. In werkelijkheid is het personage net als de andere Simpsons personages bedacht door Matt Groening.
In de wereld van The Simpsons verscheen de stripserie Radioactive Man voor het eerst in 1952. De allereerste strip in de serie stond centraal in de aflevering Three Man and a Comic Book. Radioactive Man is sindsdien opgedoken in veel verschillende media. Naast de strips was hij ook te zien in een oude zwart-wit serie uit de jaren 50. Het personage is o.a. gespeeld door de fictieve acteurs Dirk Richter en Troy McClure. In de jaren 80 verschenen er drie Radioactive Man-films. In de derde film speelde Krusty de schurk genaamd “Krusto the Evil Clown” (een parodie op The Joker). De films waren:
- Radioactive Man
- Radioactive Man II: Bring On The Sequel
- Radioactive Man III: Oh God, Not Again

In de aflevering Radioactive Man werd in Springfield een nieuwe Radioactive Man-film opgenomen. Bart Simpson deed auditie voor de rol van Radioactive Man’s hulpje Fallout Boy, maar de rol ging naar Milhouse Van Houten omdat Bart iets te klein was. De film werd echter nooit afgemaakt vanwege budgetproblemen en omdat Milhouse de werkdruk niet aan kon.

## De Bongo strips
In 1994 werd de fictieve stripserie omgezet naar een echte door Bongo Comics.
Deel 1 van de Bongo stripreeks is anders dan de fictieve eerste Radioactive Man strip, maar bevat wel een gelijk scenario en ongeluk waarin de hoofdpersoon zijn krachten krijgt door blootstelling aan een atoombom.
In de stijl van de satirische standaarden van de televisieserie bevatten de Radioactive Man strips vaak parodieën op strips. De lezer kan de ontwikkeling van Radioactive Man volgen van een geliefde en geprezen held in de jaren 50 naar een held met problemen in de jaren 80.

## Personages gerelateerd aan het concept
Helden
Radioactive Man woonde in de fictieve stad Zenith. Andere helden daar zijn:
- Radioactive Boy: een parodie op Superboy. Komt van een andere dimensie waarin Claude Kane III zijn krachten al op 10-jarige leeftijd kreeg.
- Glowy: een parodie op Superman’s hond Krypto. Glowy is Radioactive Man’s huisdier met dezelfde krachten als hij.
- Radioactive Man 1995: de Radioactive Man uit de toekomst van 1995. Gloria Grand ontmoette hem toen ze naar de toekomst reisde.
- Gloria Grand: een parodie op Lois Lane en Gloria Glad, vriendin van Richie Rich. Gloria was journalist voor het televisiestation WZEN (in de jaren 50 en begin jaren 60 was WZEN een radiostation). Haar verhouding met Radioactive Man en diens alter ego Claude is gelijk aan de verhouding Lois Lane-Superman-Clark Kent.
- Radioactive Girl: een parodie op Supergirl en andere vrouwelijke kopieën van mannelijke superhelden.
- Rod Runtledge, ook bekend als Fallout Boy: Radioactive Mans hulpje. Rod was een wees die dezelfde krachten verkreeg als Radioactive Man. Hij was een parodie op Batmans helper Robin.
- Radioactive Gorilla
- Radio Man: Radioactive Man's " tegenhanger uit de jaren 40, die de controle had over radiogolven.
- The Superior Squad: een superheldenteam waar Radioactive Man de leider van is. Ze zijn een parodie op de Justice League en De Vergelders. Leden zijn:
  - Captain Squid: een parodie op Aquaman of Namor the Sub-Mariner. Capt. Squid bezit inktvisachtige tentakels onder zijn handschoenen.
  - Lure Lass: een parodie op Scarlet Witch die een "alluring kracht" bezit.
  - Bug Boy: een insectachtige mutant, die later de enige overlevende van een buitenaards ras bleek te zijn. Hij was het genie van het team, met een IQ 315 (wat op zijn thuisplaneet als laag werd gezien).
  - Weasel Woman: een parodie op Wolverine, Weasel Woman bezig vlijmscherpe nagels.
  - Plasmo the Mystic: een mystieke held gelijk aan Dr. Strange.
  - Bleeding Heart: een parodie op Green Arrow en Iron Man, met ook wat kenmerken van Batman. Hij is de multimiljonair die het team financiert. Hij was het enige teamlid zonder superkrachten.
  - Black Partridge: een parodie op Shirley Partridge uit de televisieserie The Partridge Family en een eervol lid van de Superior Squad. Ze gebruikt psychedelische projecties om haar vijanden te verwarren.
  - Purple Haze: een maar zelden gezien teamlid, die geheel is beïnvloed door de levensstijl van de jaren 60.

Schurken
- Dr. Crab: (alias Dr. Vladamire Krabokov) een kwaadaardig genie uit Rusland, gemuteerd door zijn constante proeven met straling en zijn liefde voor zeevoedsel.
  - Boris & Ivan: Twee Russische spionnen en handlangers van Dr. Crab.
  - Crabots: deze robots zijn de soldaten van Dr. Crab.
- Brain-O the Magnificent: (alias Brendon O-Bane) een enorm brein in een kogelvrije cilinder. Heeft een pak dat met verschillende wapens is uitgerust.
- Hypno Head: de meester van gedachtenbeheersing. Gebruikt hypnose voor zijn misdaden.
- Magmo the Lava Man:
- Radioactive Worm: een worm met enorme intelligentie en fysieke kracht, Kreeg zijn krachten door hetzelfde ongeluk dat Radioactive Man zijn krachten gaf.
- Pneumatica: een robotische machine van chaos en verwoesting.
- Nega-Pneumatica:een kolossale kwaadaardige versei van Pneumatica.
- The Scoutmaster: een nogal klunzige schurk gekleed als een padvindersleider.
- Larceny Lass: een kleptomaan die al jaren probeert het hart van Radioactive Man te veroveren, of het anders van hem te stelen.
  - Delinquent Teens: de helpers van Larceny Lass.
- Larva Girl: een beeldschone superschurk die haar misdaden pleegt om alles wat een vrouw wil in handen te krijgen, zoals diamanten en andere luxe dingen.
- The Crazy Cat Lady: een vrouw die handlangers verkleed als katten gebruikt.
- The Purple Pansy: een achtergrond personage die maar zelden wordt gezien. Is zeer sterk en draagt paars spandex.
- Dr. Broome: een kwaadaardig genie die altijd met robots bezig is. Hij lijkt geen specifiek motief te hebben voor zijn daden.
- The Swamp Hag: een vijand die alleen werd genoemd in het videospel Bartman Meets Radioactive Man en een aflevering van de animatieserie.
- Libby Biaz:
  - The Bang Gang:
- Parker Peterman: een parodie op Peter Parker, alias Spider-Man.
- The Threatening Threesome: een superschurkenteam:
  - Mr. Kidney Punch: een gemaskerde schurk met een cape en zakenpak.
  - The Human Lawn Dart:
  - The Scarlet Floozy:
- Eczema:
  - Madame Eczema: (alias Ultimate Eczema) een schurk met een traumatische jeugd.
  - Eczematous-Prime: een robot moordmachine.
- The Bonfire Club: een parodie op de Hellfire Club. Een geheime organisatie die van achter de schermen de wereld wil manipuleren.

 Bijpersonages 
- Dr. Claude Kane II: een briljante en rijke natuurkundig een de vader van Radioactive Man’s alter ego.
- Gretchin Grille : een columnist van de WZEN Radio. Ze houdt van beroemdheid en eer.
- Bobby Bond:
- Police Chief Hoolihan:

Locaties
- Zenith City: een parodie op Metropolis van de Superman series.
- The Containment Dome: Radioactive Man’s schuilplaats. Gevormd als een geodetische koepel zonder deur, aangezien Radioactive Man deze er altijd vergeet in te zetten.
- The WZEN Building:
- Kane Estates: het huis van de Kane familie.

## Krachten en vaardigheden
In The Simpsons worden maar heel weinig referenties gemaakt naar Radioactive Man’s superkrachten. Daarom is het volle vermogen van zijn krachten niet bekend. Aangenomen wordt dat hij in elk geval sterker is dan een normale persoon en in zekere mate onkwetsbaar. In de Simpsons aflevering Three Men And A Comic Book las Bart een strip waarin Radioactive Man een van zijn vijanden naar de zon gooit.
De Bongo stripreeks heeft Radioactive Mans krachten verder uitgediept. Vele van zijn krachten zijn een parodie op die van Superman, zoals de energiestralen uit zijn ogen (hoewel zijn stralen bestaan uit schone nucleaire hitte) en zijn vermogen om te vliegen.

## Notities
- In de Iron Man strips van Marvel Comics komt ook een personage voor genaamd Radioactive Man. Deze heeft niets te maken met de Radioactive Man van The Simpsons.

- De rockband Fall Out Boy is vernoemd naar Radioactive Man’s hulpje.

- Radioactive Man verscheen in een NES videospel: Bartman Meets Radioactive Man